# Municipio de Westphalia (Iowa)
El municipio de Westphalia (en inglés: Westphalia Township) es un municipio ubicado en el condado de Shelby en el estado estadounidense de Iowa. En el año 2010 tenía una población de 678 habitantes y una densidad poblacional de 7,17 personas por km².

## Geografía
El municipio de Westphalia se encuentra ubicado en las coordenadas 41°44′24″N 95°23′33″O / 41.74000, -95.39250. Según la Oficina del Censo de los Estados Unidos, el municipio tiene una superficie total de 94.53 km², de la cual 94,5 km² corresponden a tierra firme y (0,04 %) 0,03 km² es agua.

## Demografía
Según el censo de 2010, había 678 personas residiendo en el municipio de Westphalia. La densidad de población era de 7,17 hab./km². De los 678 habitantes, el municipio de Westphalia estaba compuesto por el 98,67 % blancos, el 0,15 % eran afroamericanos, el 0,15 % eran amerindios, el 0,44 % eran asiáticos y el 0,59 % eran de una mezcla de razas. Del total de la población el 1,18 % eran hispanos o latinos de cualquier raza.